# Тимощук Сергій Григорович
Сергі́й Григо́рович Тимощу́к (20 липня 1972 — 13 серпня 2014) — сержант 30-ї окремої механізованої бригади Збройних сил України, загинув в ході російсько-української війни.

## З життєпису
Народився 20 липня 1972 року у місті Новоград-Волинський Житомирської області в сім'ї Григорія Михайловича та Валентини Миколаївни. Григорій Михайлович був військовослужбовцем, старший прапорщик, ліквідатор аварії на Чорнобильській АЕС.
В 1989 році закінчив місцеву школу № 3. 25 грудня 1991 року призваний на строкову військову службу. Опісля підписав контракт на проходження військової служби в місті Новоград-Волинський.
17 березня 2014 року мобілізований. Сержант, механік-радіотелефоніст відділення командно-штабних машин радіоцентру польового вузла зв'язку.

## Обставини загибелі
Зник безвісті ранком 13 серпня між селами Степанівка та Маринівка. Імовірно, був у групі разом з майор Сергій Гордієнко, капітан Олег Обухівський, старший сержант Олександр Гордійчук, солдат Ян Даманський. Також є велика  імовірність, що похований як неідентифікований (№ 6447) на Краснопільському кладовищі.

## Нагороди та вшанування
- Указом Президента України № 12/2018 від 22 січня 2018 року, «за особисту мужність і самовіддані дії, виявлені у захисті державного суверенітету та територіальної цілісності України, зразкове виконання військового обов'язку», нагороджений орденом «За мужність» III ступеня (посмертно)[2].

- Рішенням Новоград-Волинської міської ради № 1002 від 24 липня 2020 року присвоєно звання «Почесний громадянин міста Новограда–Волинського» (посмертно)[3].

- Вшановується в меморіальному комплексі «Зала пам'яті», в щоденному ранковому церемоніалі 13 серпня[4][5].